# 55 Andromedae
55 Andromedae este o stea din constelația Andromeda.